# Johann Georg Längin
Johann Georg Längin (* 31. Oktober 1827 in Buggingen; † 13. September 1897 in Freiburg im Breisgau) war ein deutscher Pfarrer und Schriftsteller.

## Leben
Als Sohn eines Gastwirts geboren, besuchte Längin die Höhere Bürgerschule in Müllheim und das Lyceum Karlsruhe. Er studierte Evangelische Theologie in Heidelberg und Halle. Während seines Studiums wurde er im Wintersemester 1848/49 Mitglied der Burschenschaft Hercynia Heidelberg und der Halleschen Burschenschaft Fürstenthal; 1850 wurde er Ehrenmitglied der Burschenschaft Hercynia Göttingen. 1849 nahm er am Heckerzug in Baden teil. Nach seinem Studium trat er 1852 in das geistliche Amt ein und wurde 1854 Pfarrer in Schiltach, 1864 Garnisonsprediger in Karlsruhe und 1865 Stadtpfarrer der Karlsruher Weststadtgemeinde. Von 1873 bis 1886 war er Leiter des Badischen Predigervereins. Er wurde mehrmals in die Generalsynode gewählt. Er förderte den Fröbelschen Kindergarten in Karlsruhe und das Erste Karlsruher Mädchengymnasium, an dem er als Lehrer tätig war.
Er war mit Victor Scheffel befreundet und veröffentlichte neben Gedichten theologische Schriften und dramatische Werke.
Längin heiratete 1866 Eugenie (1839–1929), Tochter des Hofkammerrats Anton Bilharz (1788–1877). Er war verschwägert mit Alfons Bilharz und Theodor Bilharz. Sein Sohn war Theodor Längin (1867–1947), Direktor der Badischen Landesbibliothek in Karlsruhe.

## Ehrungen
- Großherzoglich Badisches Erinnerungszeichen
- Königlich Preußische Erinnerungsmedaille

## Veröffentlichungen (Auswahl)
- Die Schlacht bei Belfort: [am 15., 16. u. 17. Jan. 1871] Gedicht. Karlsruhe 1872.
- Ein Blick in das Zeitalter der Orthodoxie. Karlsruhe 1873.
- Johann Peter Hebel. Ein Lebensbild. Karlsruhe 1875.
- Zur Bismarck-Feier: Drei Lieder nach bekannten Melodien, nebst einer kurzen Lebensbeschreibung des Fürsten Bismarck. Karlsruhe 1885.
- Religion und Hexenprozess, zur Würdigung des 400-jährigen Jubiläums der Hexenbulle und des Hexenhammers sowie der neuesten katholischen Geschichtsschreibung auf diesem Gebiete. Leipzig 1888.